# Nick Stokes
Nicholas « Nick » Stokes est un personnage fictif incarné par l'acteur George Eads dans la série télévisée américaine Les Experts (CSI : Crime Scene Investigation en anglais).
Nick Stokes est diplômé en criminologie et spécialisé dans l'analyse des cheveux et des fibres.

## Enfance et jeunesse
Nick Stokes est né à Dallas, Texas. Son père est le Juge Bill Stokes, sa mère l'avocate Jillian Stokes. Nick est le plus jeune de sept enfants, et à travers son enfance, il est devenu athlétique avec un potentiel académique.
Il a été agressé à neuf ans par une baby-sitter. En conséquence, il a souvent du mal à enquêter sur les crimes commis contre des enfants.
Nick a étudié à la Texas A&M University et après ses études, il a rejoint la police et a obtenu un emploi au Dallas Crime Lab au Texas, où il était spécialisé dans l'analyse des cheveux et des fibres.
Du fait de l'influence élevée de ses parents, Nick avait senti qu'il n'aurait jamais une indépendance, et il a décidé de quitter le Texas pour Las Vegas, Nevada. À Las Vegas, il a vu qu'il pouvait se débrouiller seul, et, en 1997, il a rejoint l'équipe de Gil Grissom.
Dans l'épisode Bloodsport de la Saison 10, Nick raconte à Raymond Langston : « I'm from Austin. I grew up playing football. » (Je suis d'Austin, j'ai grandi en jouant au football.)
Il est le seul personnage des Experts à être présent dans la totalité des saisons.